# 妙音沢

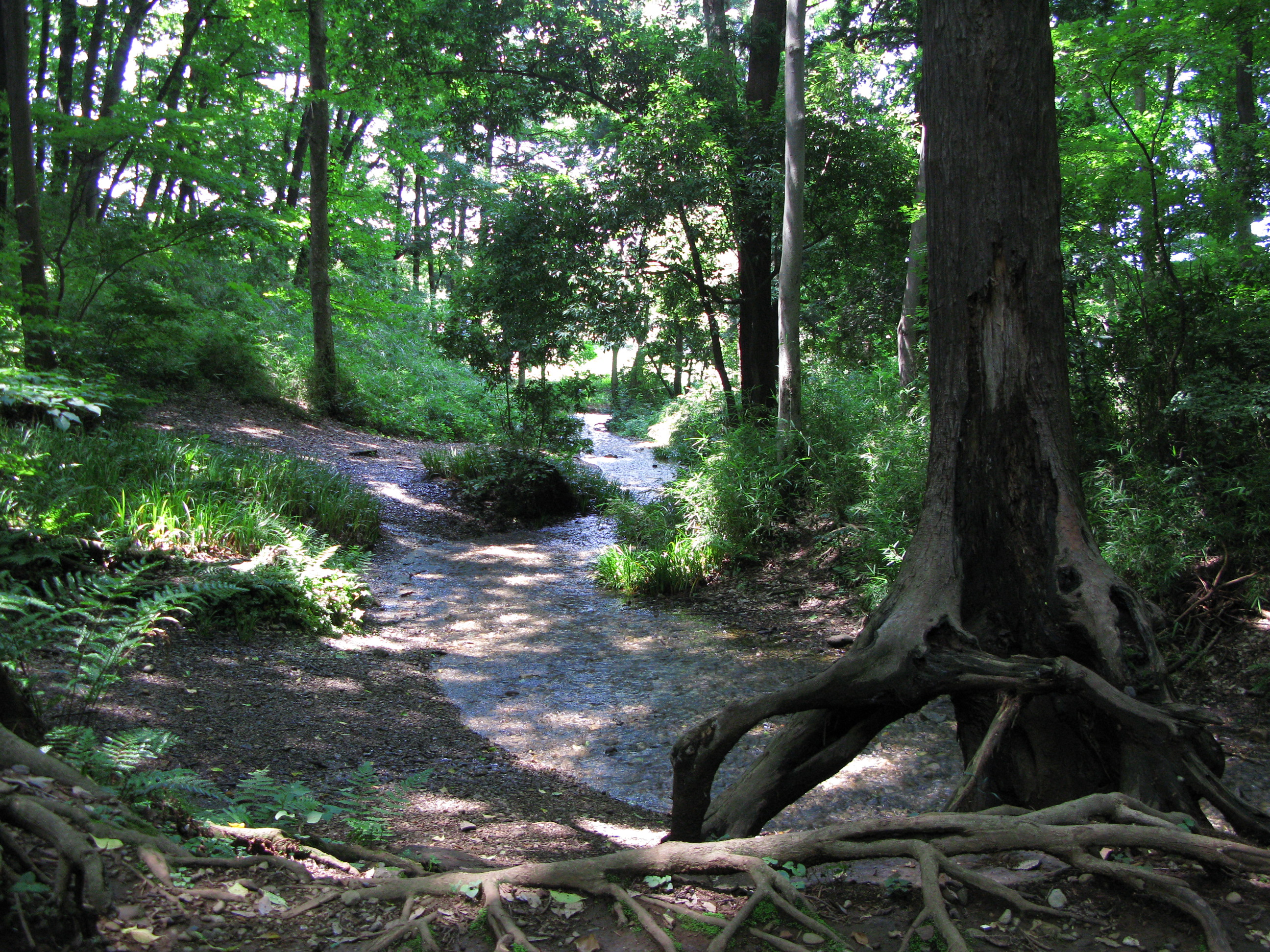

妙音沢（みょうおんざわ）は、埼玉県新座市を流れる沢。荒川水系黒目川の支流である。2008年6月、環境省から平成の名水百選に選定された。

## 地理
埼玉県新座市栄の市場坂橋付近の黒目川右岸に「妙音沢特別緑地保全地区」があり、その急斜面の崖線から湧き出ている大沢と小沢という主な湧き水が妙音沢である。
水量は豊富で、湧水地点から湧き出る水の量は毎分1トンになる。
黒目川の上流側にある大沢は湧水点から100ｍほどで黒目川に合流し、そこから70ｍほど下流に位置する小沢も湧水点から40ｍほどで黒目川に合流している。
緑地内は、春にはミョウオンサワハタザクラの他、カタクリ、イチリンソウ、ニリンソウ、８月お盆の頃にはキツネノカミソリなどの山野草が開花する。
2013年3月には木道が整備された。この木道には、散策する歩行者の踏圧などから貴重な植物を保護する目的もある。
この妙音沢を有する緑地(約3.3ヘクタール)は、2004年2月に都市緑地法に基づき「妙音沢特別緑地保全地区」に指定された。
また、その斜面林の下には、地下水層が有ると言われている。